# مارك دوبي
مارك دوبي (بالإنجليزية: Mark Dobie)‏ هو لاعب كرة قدم بريطاني، ولد في 8 نوفمبر 1963 في كارلايل في المملكة المتحدة. لعب مع دارلينجتون إف سى وكامبريدج يونايتد وكوين أوف ساوث ونادي بارو ونادي توركي يونايتد ونادي كارلايل يونايتد ونادي ووركينغتون.

## وصلات خارجية
- مارك دوبي على موقع Soccerbase.com (لاعب) (الإنجليزية)